# بارنارد (فيرمونت)
بارنارد (بالإنجليزية: Barnard, Vermont)‏ هي بلدة تقع بولاية فيرمونت في الولايات المتحدة. تبلغ مساحتها 126.6 (كم²)، وترتفع عن سطح البحر 360 م، بلغ عدد سكانها 947 نسمة في عام 2010 حسب إحصاء مكتب تعداد الولايات المتحدة .

## أعلام
- دين ريتشموند
- هوراس إيتون

## وصلات خارجية
- The US50 - Cities and Towns in Vermont State
- Vermont Cities and Towns, Facts, Map, Flag, Colleges, Government, and More